# Maybrit Illner (Fernsehsendung)

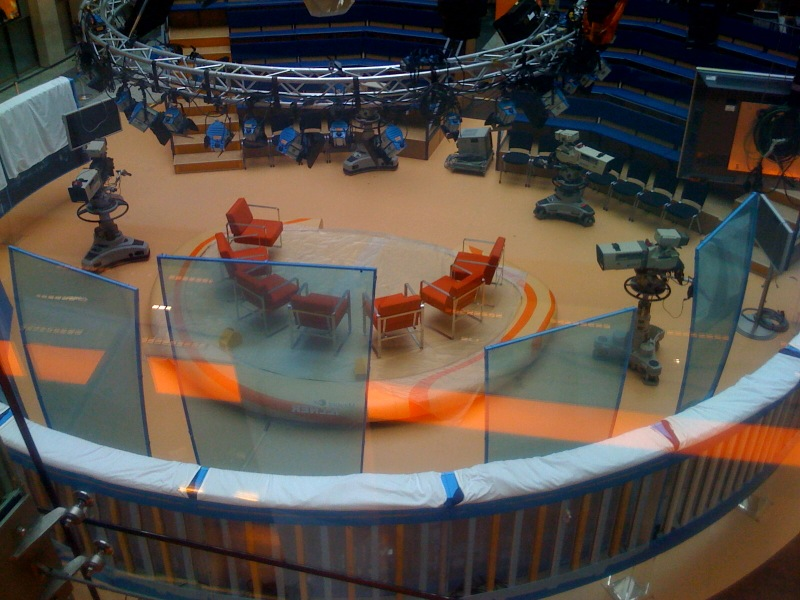
Das alte Studio von Maybrit Illner im historischen Zollernhof, Unter den Linden 36–38, Berlin (2008)

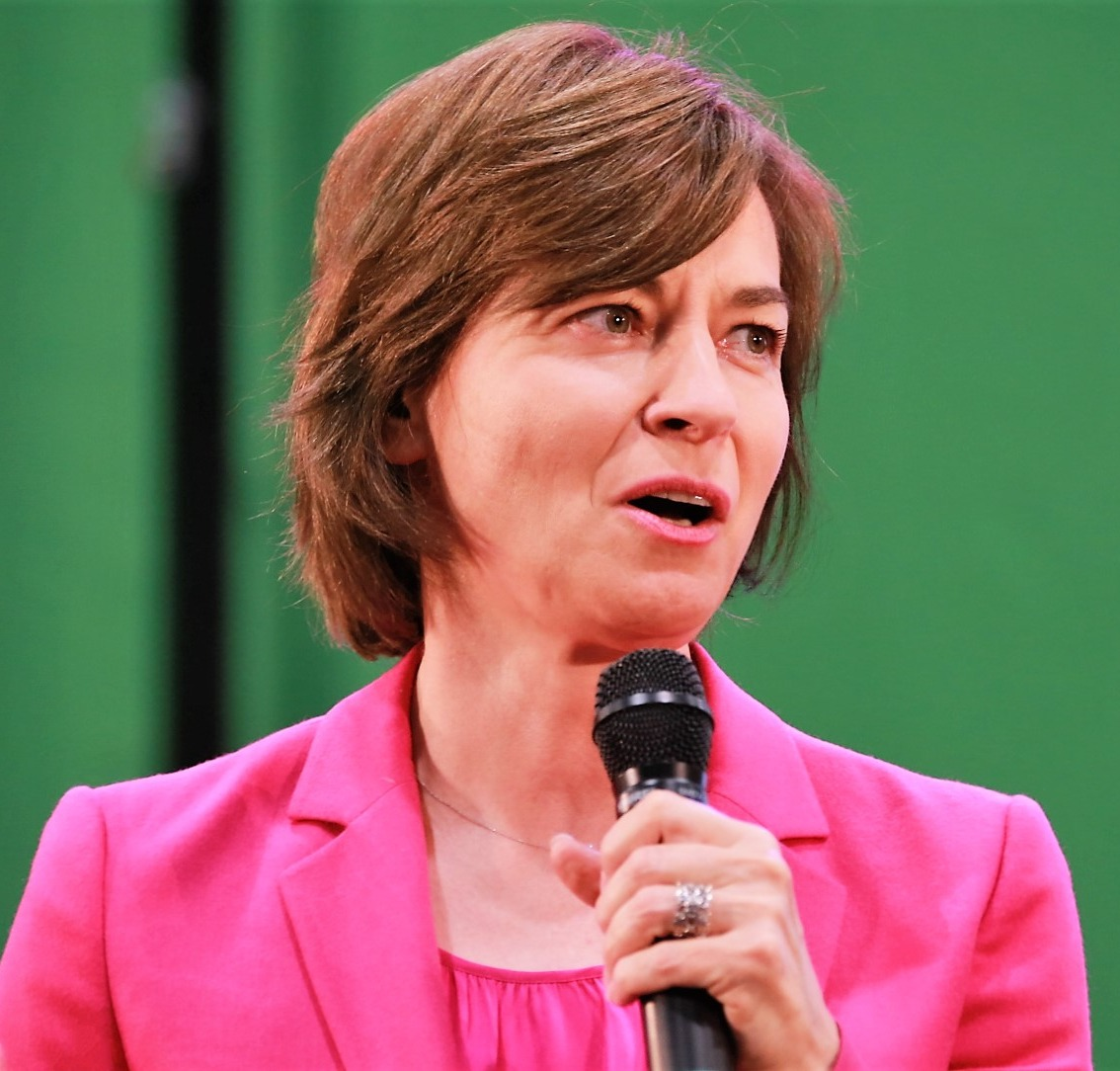
Moderatorin Maybrit Illner

Maybrit Illner (Eigenschreibweise: maybrit illner) ist eine politische Talkshow im ZDF. Die Sendung, die bis zum 14. März 2007 Berlin Mitte hieß, wird seit dem 14. Oktober 1999 immer donnerstags ausgestrahlt und von Maybrit Illner moderiert. Produziert wird die Sendung von Gruppe 5 Filmproduktion.

## Hintergrund
Die Sendung widmet sich aktuellen politischen Themen. Die Gäste der Sendung sind meist Politiker, die meist aus der Bundespolitik kommen. Den Namen Berlin Mitte bekam die Sendung vor allem, weil sie im Berliner Hauptstadtstudio Unter den Linden in Berlin-Mitte produziert wird, was Nähe zur Bundespolitik vermitteln soll.
Illners Talkshow wurde mit der Umbenennung ab dem 15. März 2007 zugleich um eine Viertelstunde auf 60 Minuten verlängert.
Seit dem 31. März 2011 wird Maybrit Illner aus einem neuen Studio und in überarbeitetem Design gesendet. Dabei arbeiten rund 20 freie Redakteure für die ZDF-Redaktion, die zur Hauptredaktion Politik und Zeitgeschehen gehört. Nur die technische Produktion der Sendung ist in eine Produktionsfirma ausgelagert.
Laut Brancheninformationen erhält Illner als Moderatorin Honorare von wenigen hunderttausend Euro pro Jahr.

## Vertretungen
Am 2. Februar 2017 musste Maybrit Illner erstmals krankheitsbedingt aussetzen. An diesem Tag übernahm Matthias Fornoff die Moderation der Sendung, ebenso am 21. Juni 2018 wegen eines Trauerfalls in ihrer Familie und am 10. Dezember 2020. Ein weiteres Mal wurde Illner am 30. November 2017 von Bettina Schausten vertreten. Aufgrund eines positiven Corona-Tests vertrat am 17. März 2022 Theo Koll und am 24. März 2022 Marietta Slomka Illner.

## Sonderformate
Bei besonderen politischen Ereignissen wird ein maybrit illner spezial gesendet, welches auch einen anderen Sendeplatz besetzen kann.
Im Rahmen der Sendung Berlin Mitte wurde am 8. September 2005 der „TV-Dreikampf“ ausgestrahlt. Er gilt als TV-Duell der kleinen Parteien, weil sich die Spitzenkandidaten der Opposition gegenüberstehen. Gäste waren Oskar Lafontaine (WASG), Joschka Fischer (Bündnis 90/Die Grünen) und Guido Westerwelle (FDP). Auch zur Bundestagswahl 2009 wurde dieses Format ausgestrahlt. Zu Gast waren am 10. September 2009 Gregor Gysi (Die Linke), Renate Künast (Bündnis 90/Die Grünen) und Guido Westerwelle (FDP). Seit 2013 richtet die ARD den „TV-Dreikampf“ aus.
Vor den Bundestagswahlen 2009, 2013 und 2017 wurde das Format illner intensiv gezeigt. In den 30-minütigen Sendungen waren jeweils drei Politiker zu Gast. Außerdem gab es am Anfang der Sendung immer einen Kommentar zum Thema von Kabarettisten.
Im Jahr 2020 wurden vermehrt Sonderausgaben unter dem Titel maybrit illner Corona spezial ausgestrahlt. Die Sendungen liefen sonntags, nach dem heute-journal, in direkter Konkurrenz mit der ARD-Talkshow  Anne Will und beschäftigten sich mit der COVID-19-Pandemie in Deutschland.

## Einschaltquoten
| Jahr | Episoden | Durchschnittliche Reichweite | Marktanteil |
| ---- | -------- | ---------------------------- | ----------- |
| 2016 | 35       | 2,65 Mio.                    | 12,4 %      |
| 2017 | 37       | 2,80 Mio.                    | 13,5 %      |
| 2018 | 37       | 2,54 Mio.                    | 12,4 %      |
| 2019 | 37       | 2,36 Mio.                    | 11,7 %      |
| 2020 | 41       | 2,88 Mio.                    | 14,3 %      |

## Auszeichnung
- 2019: Negativpreis Goldene Kartoffel für ihre Sendungsinhalte[11]